# Artem Tesler
Artem Tesler (* 12. Oktober 1988) ist ein ukrainischer Radrennfahrer.
Artem Tesler wurde 2010 Dritter im U23-Straßenrennen der ukrainischen Meisterschaft hinter dem Sieger Artjom Toptschanjuk. Im  Jahr wurde er Vierter im syrischen Eintagesrennen Golan I. 2012 fuhr Tesler für das ukrainische Kolss Cycling Team, mit dem er das Mannschaftszeitfahren bei der Sibiu Cycling Tour gewann. In den Jahren 2015 bis 2017 fuhr er für verschiedene chinesische UCI Continental Teams und 2018 bei taiwanischen RTS Racing Team.

## Erfolge
2012
- Mannschaftszeitfahren Sibiu Cycling Tour

## Teams
- 2012 Kolss Cycling Team
- 2015 China Cooperation Development Cycling Team (bis 25. Juni) / China Continental Team of Gansu Bank (an 1. Juni)
- 2016 Team Lvshan Landscape
- 2017 Yunnan Lvshan Landscape
- 2018 RTS Racing Team